# 炉霍県
炉霍県（ろかく-けん、タンゴ、brag 'go）は中国四川省カンゼ・チベット族自治州中北部に位置する県。旧称は「霍爾章谷」といった。海抜は3,050-5,484mと高い。

## 地理
鮮水河の流域にあり、鮮水河断層帯という地震活動の活発な断層帯が走る。県城の新都鎮は、1973年の地震で崩壊した後に再建されたものである。ゲルク派の僧院ダンゴ・ゴンパは17世紀に創建された。

## 行政区画
| 区分 | 数 | 名称                                                       |
| ---- | -- | ---------------------------------------------------------- |
| 鎮   | 4  | 新都 朱倭 蝦拉沱 上羅科馬                                  |
| 郷   | 11 | 泥巴 雅徳 洛秋 仁達 旦都 充古 更知 卡娘 宗塔 宗麦 下羅科馬 |

## 交通

### 道路
国道
- G317国道
- G350国道（中国語版）

## 健康・医療・衛生
- 炉霍県人民医院